# 申仲忔
申仲忔（越南语：／，1877年—1946年），越南阮朝官員。

## 生平
申仲忔是承天府豐田縣賢良總安魯社（今屬承天順化省豐田縣豐安社安魯村）人，嗣德三十年（1877年）出生，總督申文權曾孫、申文㦪之孫，知府申仲㤖之子。成泰十五年（1903年），申仲忔參加承天場鄉試，考中舉人。次年（1904年），庭試考中副榜。
成泰十七年（1905年），申仲忔初授工部承派。維新三年（1909年），出任弘化知縣。維新九年（1915年），升任寧和知府。啟定二年（1917年），改任永靈知府。啟定四年（1919年），以光祿寺少卿銜領都察院掌印。啟定八年（1923年），升授鴻臚寺卿，仍領光祿寺少卿、都察院掌印。次年（1924年），出領廣治按察使。保大元年（1926年），改任清化按察使。保大三年（1928年），升任廣南布政使，次年（1929年）改任河靜布政使。保大五年（1930年），再回任廣南布政使。保大七年（1932年），升署刑部參知。次年（1933年），實授刑部參知銜致事。
保大九年（1934年），申仲忔升為司法部尚書銜致事。